# Rungia sumatrana
Rungia sumatrana är en akantusväxtart som beskrevs av Friedrich Anton Wilhelm Miquel. Rungia sumatrana ingår i släktet Rungia och familjen akantusväxter. Inga underarter finns listade i Catalogue of Life.